# Hidrografia do Paraguai

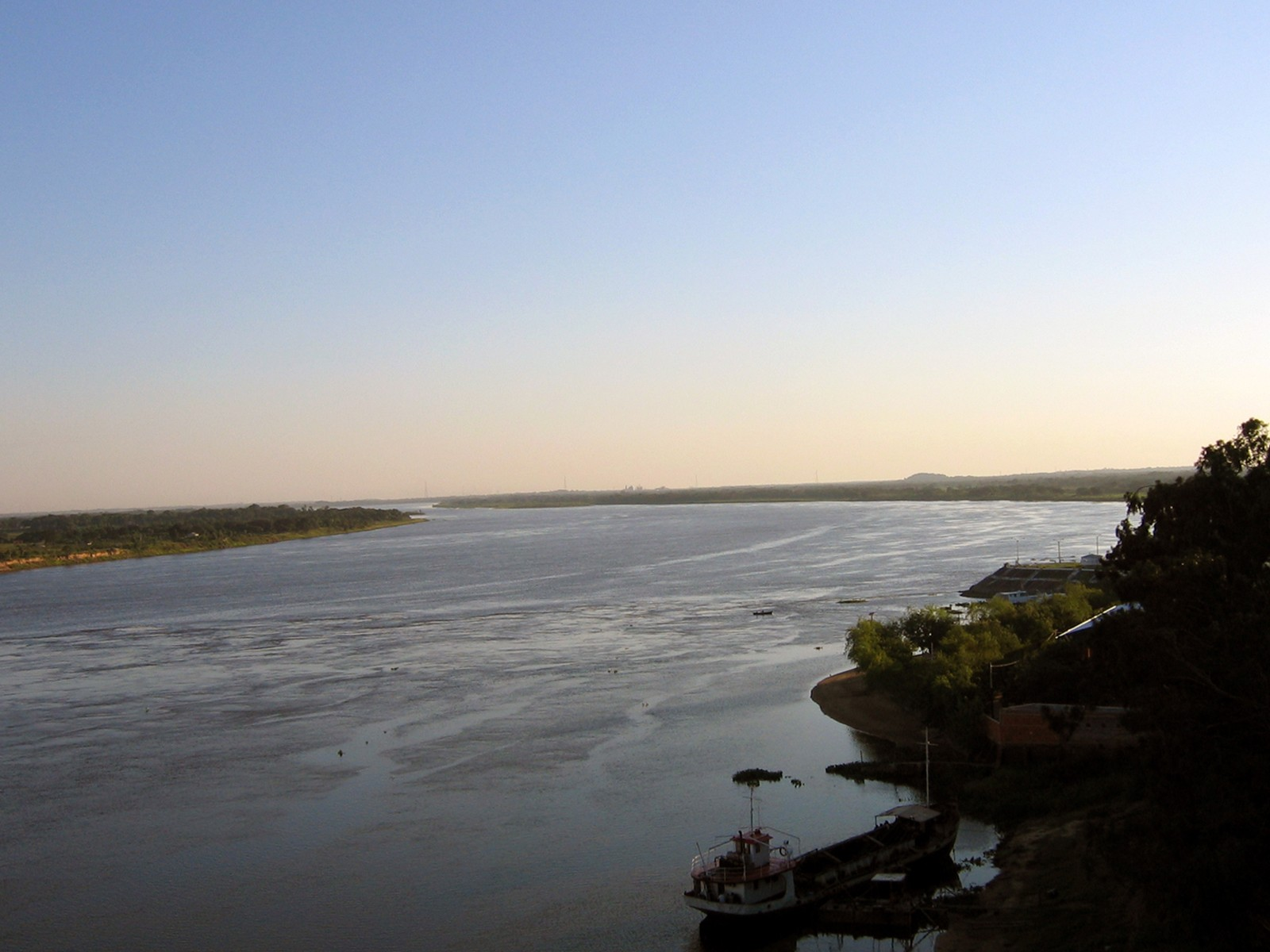
Paisagem do rio Paraguai.

Três volumosos rios dirigem-se para o sul do país: o Pilcomayo, o Paraná e o Paraguai. As nascentes deste último estão no Brasil, corta grandes planícies de aluvião e separa o país em ambas partes, oriental e ocidental. Próximo a Assunção, aí desemboca o Pilcomayo, o qual, vem da Bolívia, desce no sentido noroeste-sudeste por meio do Grande Chaco. Apesar de sua grandeza, o Pilcomayo possui regime bem irregular e, na estiagem, a movimentação de suas águas passa a ser interrompida em certas montanhas.
Da mesma forma o rio Paraguai varia de caudal, no entanto, possui navegabilidade no seu trecho paraguaio inteiro. Deságuam na margem oeste, procedentes do Chaco, e apenas descem quando chove muito. Apesar de sua maior estreiteza, os da margem leste, como o Apa, o Aquidabán, o Ypané, o Jejuí e o Tebicuary possuem regime bem regular.
O Paraná, que vem do Brasil, possui navegabilidade em quase seu percurso inteiro no país e suas águas, represadas em diversos lugares, abastecem a Usina Hidrelétrica de Itaipu. Em sua margem no Paraguai, desembocam o Monday e o Acaray.